# Þeistareykjarbunga
Le Þeistareykjarbunga ou Theistareykjarbunga est un volcan bouclier d'Islande faisant partie du système volcanique de Þeistareykir. Il est entouré au nord et au sud par des fissures volcaniques.
Sa dernière éruption remonte à 9500 av. J.-C. au cours de laquelle il a émis 18 km3 de basalte qui a formé un lac et des coulées de lave.